# بارکیسیمتو
بارکیسیمتو (به اسپانیایی: Barquisimeto) یک شهر در ونزوئلا است که در ایالت لارا واقع شده‌است.

## خصوصیات
بارکیسیمتو ۲۷۶ کیلومترمربع مساحت و ۱٬۹۹۵٬۷۷۰ نفر جمعیت دارد و ۵۶۶ متر بالاتر از سطح دریا واقع شده‌است.